# Kanada na Letních olympijských hrách 1912
Kanada se účastnila Letní olympiády 1912 ve švédském Stockholmu. Zastupovalo ji 37 mužů v 7 sportech.

## Medailisté
| Medaile | Jméno            | Sport     | Soutěž                 |
| ------- | ---------------- | --------- | ---------------------- |
| Zlato   | George Goulding  | Atletika  | Muži chůze na 10 km    |
| Zlato   | George Hodgson   | Plavání   | Muži 400 m volný styl  |
| Zlato   | George Hodgson   | Plavání   | Muži 1500 m volný styl |
| Stříbro | Duncan Gillis    | Atletika  | Muži hod kladivem      |
| Stříbro | Calvin Bricker   | Atletika  | Muži skok do dálky     |
| Bronz   | Frank Lukeman    | Atletika  | Muži pětiboj           |
| Bronz   | William Halpenny | Atletika  | Muži skok o tyči       |
| Bronz   | Everard Butler   | Veslování | Muži skif              |